# Efecte
Efecte är ett mjukvaruföretag som utvecklar Service Management, Självbetjäning och Identity Management lösningar.
Efecte har verksamhet i Finland, Sverige, Danmark och Tyskland. Företaget grundades 1998 och har sitt huvudkontor i Esbo, Finland. Efectes VD är Sakari Suhonen. Styrelsen inkluderar fem ledamöter: Pertti Ervi som ordförare samt Kari J. Mäkelä, Juha Ollila, Ismo Platan och Mikko Saari.